# División de Honor Juvenil de Fútbol
A División de Honor Juvenil de Fútbol é a principal categoria de futebol juvenil da Espanha. Foi criada em 1993 e é administrada pela Real Federação Espanhola de Futebol (RFEF).
Se divide em sete grupos de 16 equipes organizados por proximidade geográfica. As equipes que se sagram campeãs de cada grupo são promovidas para a Copa de Campeões Juvenis de Futebol, que ocorre desde 1986].